# Strumigenys cacaoensis
Strumigenys cacaoensis är en myrart som beskrevs av Bolton 1971. Strumigenys cacaoensis ingår i släktet Strumigenys och familjen myror. Inga underarter finns listade i Catalogue of Life.

## Bildgalleri

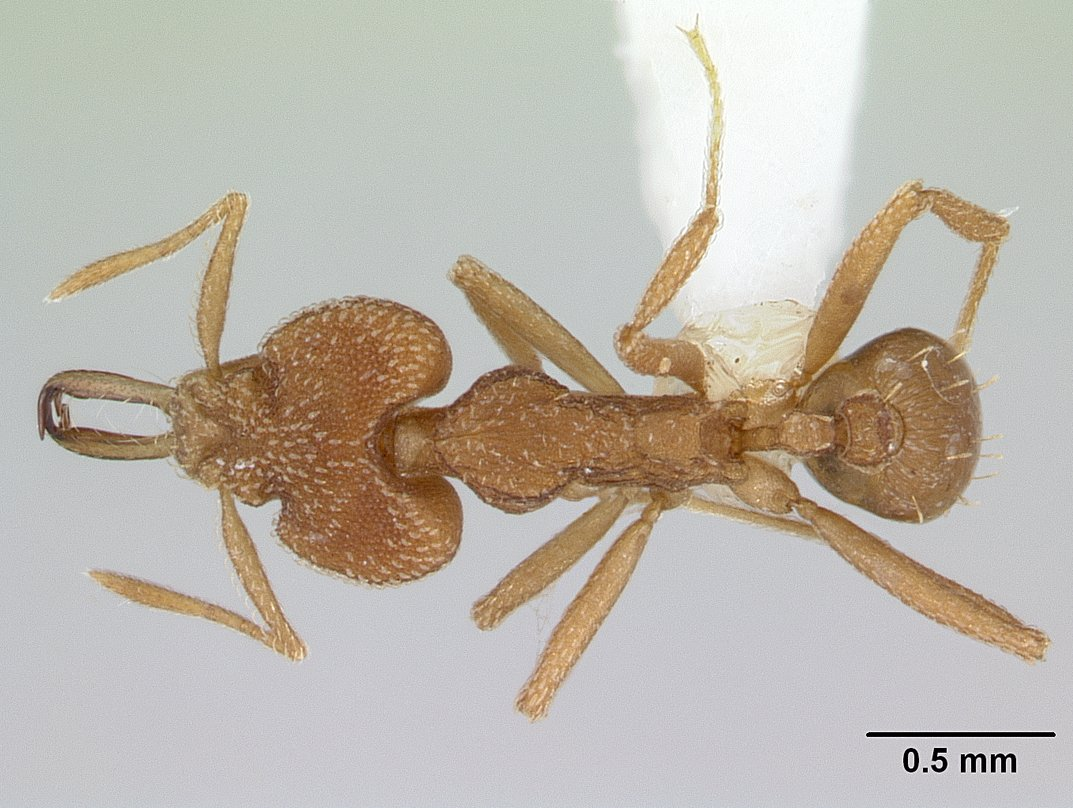
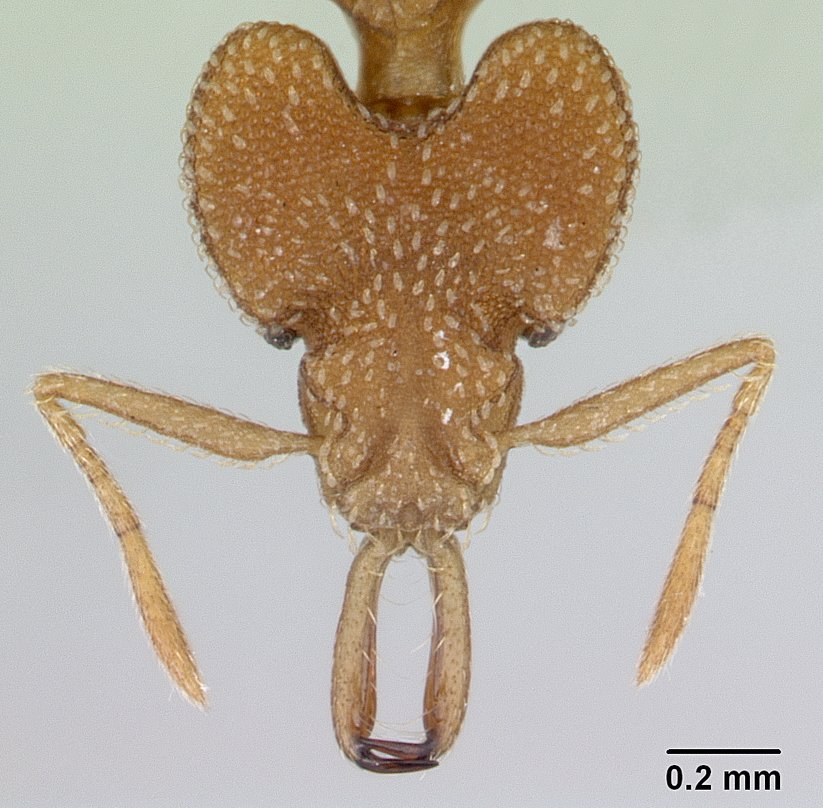
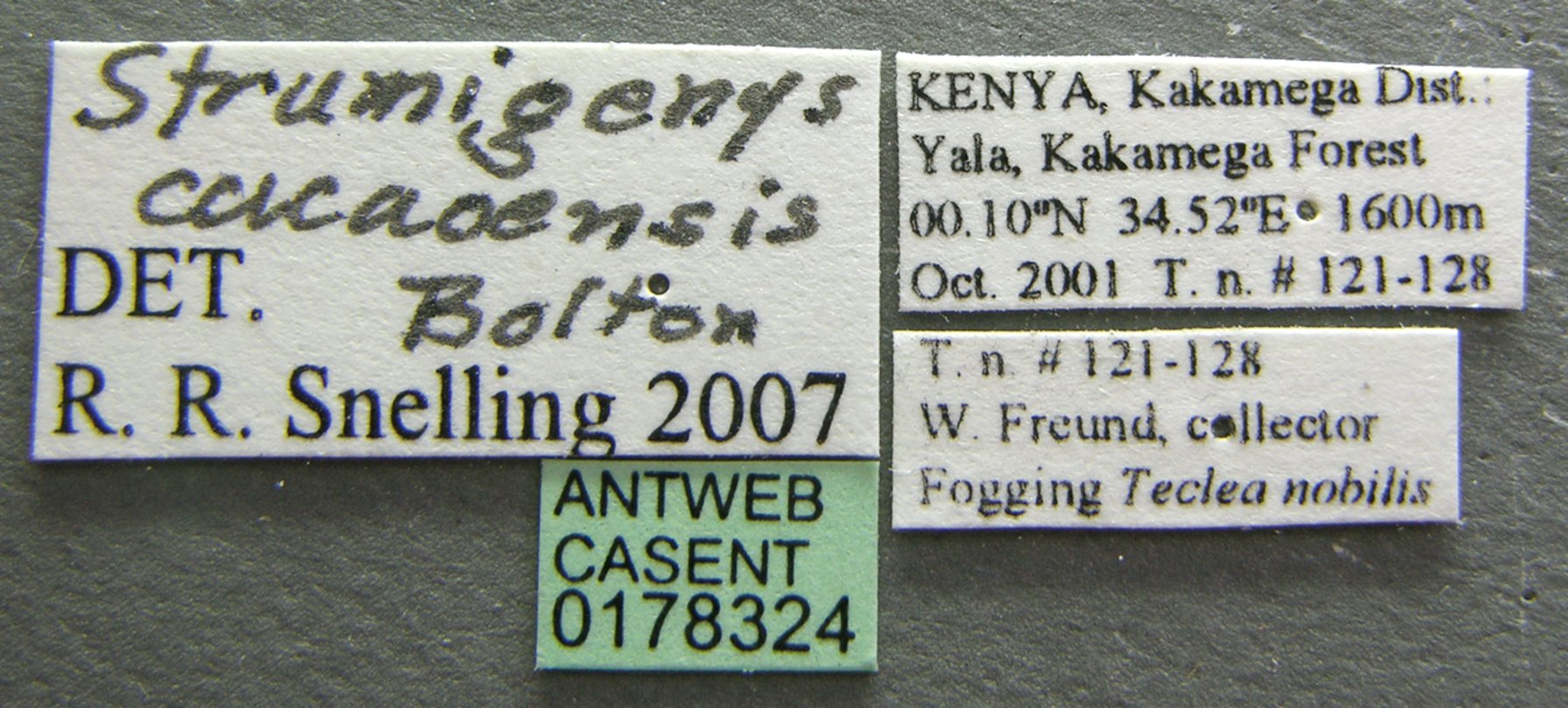
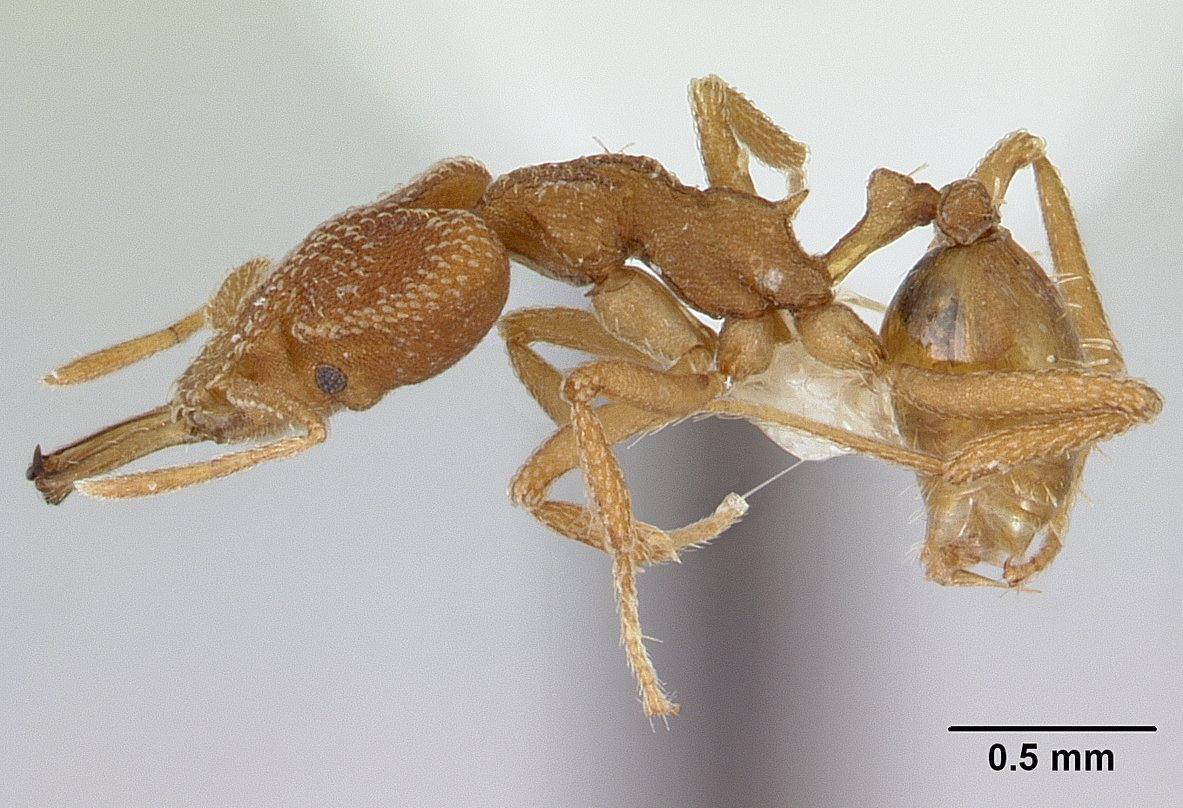